# 第40回グラミー賞
第40回グラミー賞（40th Grammy Awards）は1998年2月25日にニューヨークのラジオシティ・ミュージックホールで開催された。

## 概要
ショーン・コルヴィンの「サニー・ケイム・ホーム」が年間最優秀レコード賞と年間最優秀楽曲賞を受賞。大ベテランのボブ・ディランが年間最優秀アルバム賞など2部門、息子のジェイコブ・ディランもザ・ウォールフラワーズ名義で2部門を受賞した。

## 主要部門受賞者
当節の記述のうち、特記していない項目の出典はである。

### 主要4部門
年間最優秀レコード賞
- "サニー・ケイム・ホーム（Sunny Came Home）" - ショーン・コルヴィン（『A Few Small Repairs』所収）

年間最優秀アルバム賞
- 『タイム・アウト・オブ・マインド（Time Out Of Mind）』 - ボブ・ディラン

年間最優秀楽曲賞
- "サニー・ケイム・ホーム（Sunny Came Home）" - ショーン・コルヴィン＆ジョン・リヴェンサール（英語版）（『A Few Small Repairs』所収）

最優秀新人賞
- ポーラ・コール
- フィオナ・アップル
- エリカ・バドゥ
- ショーン・コムズ
- ハンソン

### ポップ
最優秀女性ポップ・ボーカル・パフォーマンス
- "ビルディング・ア・ミステリー" - サラ・マクラクラン（『サーフィシング（Surfacing）』所収）

最優秀男性ポップ・ボーカル・パフォーマンス
- "キャンドル・イン・ザ・ウインド〜ダイアナ元英皇太子妃に捧ぐ（Candle In The Wind 1997）" - エルトン・ジョン

最優秀ポップ・パフォーマンス（デュオもしくはグループ）
- "ヴァーチャル・インサニティ（Virtual Insanity）" - ジャミロクワイ（『トラベリング・ウィズアウト・ムービング：ジャミロクワイと旅に出よう（Travelling Without Moving）』所収）

最優秀ポップ・コラボレーション
- "Don't Look Back" - ジョン・リー・フッカー＆ヴァン・モリソン（ジョン・リー・フッカー『ドント・ルック・バック（Don't Look Back）』所収）

最優秀ポップ・インストゥルメンタル
- "Last Dance" - サラ・マクラクラン（『サーフィシング（Surfacing）』所収）

最優秀ダンス録音（新設）
- "Carry On" - ドナ・サマー＆ジョルジオ・モロダー（『ディスコ万歳（Forever Dancing）』所収）

最優秀ポップ・アルバム
- 『アワーグラス（Hourglass）』 - ジェームス・テイラー
- 『ディス・ファイア（This Fire）』 – ポーラ・コール
- 『ザ・ダンス（The Dance）』 – フリートウッド・マック
- 『トラベリング・ウィズアウト・ムービング：ジャミロクワイと旅に出よう（Travelling Without Moving）』 – ジャミロクワイ
- 『サーフィシング（Surfacing）』 – サラ・マクラクラン

### トラディショナル・ポップ
最優秀トラディショナル・ポップ・ボーカル・パフォーマンス
- 『ビリー・ホリデイに捧ぐ（Tony Bennett on Holiday）』 - トニー・ベネット

### ロック
最優秀女性ロック・ボーカル・パフォーマンス
- "Criminal" - フィオナ・アップル（『タイダル（Tidal）』所収）

最優秀男性ロック・ボーカル・パフォーマンス
- "Cold Irons Bound" - ボブ・ディラン（『タイム・アウト・オブ・マインド（Time Out of Mind）』所収）

最優秀ロック・パフォーマンス（デュオもしくはグループ）
- "One Headlight" - ザ・ウォールフラワーズ（英語版）（『Bringing Down the Horse』所収）

最優秀ロック・インストゥルメンタル・パフォーマンス
- "Block Rockin' Beats" - ケミカル・ブラザーズ（『Dig Your Own Hole』所収）

最優秀ハードロック・パフォーマンス
- "The End Is the Beginning Is the End" - スマッシング・パンプキンズ（『バットマン & ロビン Mr.フリーズの逆襲：オリジナル・サウンドトラック（Batman & Robin (soundtrack)）』所収）

最優秀メタル・パフォーマンス
- "Ænema" - トゥール（『アニマ（Ænima）』所収）

最優秀ロック・ソング
- "One Headlight" - ザ・ウォールフラワーズ（英語版）（『Bringing Down the Horse』所収）

最優秀ロック・アルバム
- 『ブルー・ムーン・スワンプ（Blue Moon Swamp）』 - ジョン・フォガティ
- 『ナイン・ライヴズ（Nine Lives）』 - エアロスミス
- 『ザ・カラー・アンド・ザ・シェイプ（The Colour and the Shape）』 - フー・ファイターズ
- 『ブリッジズ・トゥ・バビロン（Bridges to Babylon）』 - ザ・ローリング・ストーンズ
- 『ポップ（Pop）』 - U2

### オルタナティヴ
最優秀オルタナティヴ・ミュージック・パフォーマンス
- 『OK コンピューター（Ok Computer）』 - レディオヘッド
- 『ホモジェニック（Homogenic）』 – ビョーク
- 『アースリング（Earthling）』 – デヴィッド・ボウイ
- 『ディグ・ユア・オウン・ホール（Dig Your Own Hole）』 – ケミカル・ブラザーズ
- 『ザ・ファット・オブ・ザ・ランド（The Fat of the Land）』 – プロディジー

### R&B
最優秀女性R&Bボーカル・パフォーマンス
- "On & On" - エリカ・バドゥ（『バドゥイズム（Baduizm）』所収）

最優秀男性R&Bボーカル・パフォーマンス
- "アイ・ビリーブ・アイ・キャン・フライ（I Believe I Can Fly）" - R・ケリー（『スペース・ジャム：オリジナル・サウンドトラック（Space Jam: Music from and Inspired by the Motion Picture）』所収）

最優秀R&Bパフォーマンス（デュオもしくはグループ）
- "No Diggity" - ブラックストリート（『アナザー・レヴェル（Another Level）』所収）

最優秀R&Bソング
- R・ケリー "アイ・ビリーブ・アイ・キャン・フライ（I Believe I Can Fly）" - R・ケリー（ソングライター）（『スペース・ジャム：オリジナル・サウンドトラック（Space Jam: Music from and Inspired by the Motion Picture）』所収）

最優秀R&Bアルバム
- 『バドゥイズム（Baduizm）』 - エリカ・バドゥ
- 『ザ・デイ（The Day）』 - ベイビーフェイス
- 『シェア・マイ・ワールド（Share My World）』 - メアリー・J. ブライジ
- 『エヴォルーション（Evolution）』 - ボーイズIIメン
- 『フレイム（Flame）』 - パティ・ラベル
- 『ザ・プリーチャーズ・ワイフ（The Preacher's Wife: Original Soundtrack Album）』 - ホイットニー・ヒューストン

### ラップ
最優秀ラップ・ソロ・パフォーマンス
- "Men in Black" - ウィル・スミス（『メン・イン・ブラック：オリジナル・サウンドトラック（Men in Black: The Album）』所収）

最優秀ラップ・パフォーマンス（デュオもしくはグループ）
- "I'll Be Missing You" - パフ・ダディ＆フェイス・エヴァンス featuring 112（英語版）（パフ・ダディ＆ザ・ファミリー『ノー・ウェイ・アウト（No Way Out）』所収）

最優秀ラップ・アルバム
- 『ノー・ウェイ・アウト（No Way Out）』 - パフ・ダディ＆ザ・ファミリー
- 『Supa Dupa Fly』 – ミッシー・エリオット
- 『Wyclef Jean Presents The Carnival』 – ワイクリフ・ジョン featuring Refugee Allstars
- 『ライフ・アフター・デス（Life After Death）』 – ノトーリアス・B.I.G.
- 『ウータン・フォーエヴァー（Wu-Tang Forever）』 – ウータン・クラン

### カントリー
最優秀女性カントリー・ボーカル・パフォーマンス
- "ハウ・ドゥ・アイ・リヴ（How Do I Live）" - リアン・ライムス（『ep』所収）

最優秀男性カントリー・ボーカル・パフォーマンス
- "Pretty Little Adriana" - ヴィンス・ギル（『High Lonesome Sound』所収）

最優秀カントリー・パフォーマンス（デュオもしくはグループ）
- "Looking In The Eyes Of Love" - アリソン・クラウス・アンド・ユニオン・ステーション（『ソー・ロング・ソー・ロング（So Long So Wrong）』所収）

最優秀カントリー・コラボレーション
- "In Another's Eyes" - ガース・ブルックス＆トリーシャ・イヤウッド（『(Songbook) A Collection of Hits』所収）

最優秀カントリー・インストゥルメンタル・パフォーマンス
- "Little Liza Jane" - アリソン・クラウス・アンド・ユニオン・ステーション（『ソー・ロング・ソー・ロング（So Long So Wrong）』所収）

最優秀カントリー・ソング
- ボブ・カーライル、Jeff Carson、the Raybon Brothers "Butterfly Kisses" - ボブ・カーライル＆ランディ・トーマス（英語版）（ソングライター）

最優秀カントリー・アルバム
- ジョニー・キャッシュ『Unchained』 - リック・ルービン（プロデューサー）

最優秀ブルーグラス・アルバム
- 『ソー・ロング・ソー・ロング（So Long So Wrong）』 - アリソン・クラウス・アンド・ユニオン・ステーション

### ニューエイジ
最優秀ニューエイジ・アルバム
- 『オラクル（Oracle）』 - マイケル・ヘッジス

### ジャズ
最優秀ジャズ・インストゥメンタル・ソロ
- "スターダスト（Stardust）" - ドク・チータム（英語版）＆ニコラス・ペイトン（英語版）（『Doc Cheatham & Nicholas Payton』所収）

最優秀ジャズ・インストゥメンタル・パフォーマンス（個人もしくはグループ）
- 『ミズーリの空高く（Beyond the Missouri Sky）』 - チャーリー・ヘイデン＆パット・メセニー

最優秀ラージ・ジャズ・アンサンブル・パフォーマンス
- 『ジョー・ヘンダーソン・ビッグ・バンド（Joe Henderson Big Band）』 - ジョー・ヘンダーソン

最優秀ジャズ・ボーカル・パフォーマンス
- 『ディア・エラ（Dear Ella）』 - ディー・ディー・ブリッジウォーター

最優秀コンテンポラリー・ジャズ・パフォーマンス
- 『イントゥ・ザ・サン（Into the Sun）』 - ランディ・ブレッカー

最優秀ラテン・ジャズ・パフォーマンス
- 『ハバナ（Habana）』 - ロイ・ハーグローヴ

### ゴスペル
最優秀ポップ／コンテンポラリー・ゴスペル・アルバム
- 『Much Afraid』 - ジャーズ・オブ・クレイ（英語版）

最優秀ロック・ゴスペル・アルバム
- 『Welcome to the Freak Show』 - DCトーク

最優秀トラディショナル・ソウル・ゴスペル・アルバム
- 『I Couldn't Hear Nobody Pray』 - フェアフィールド・フォー（英語版）

最優秀コンテンポラリー・ソウル・ゴスペル・アルバム
- 『ブラザーズ（Brothers）』 - テイク6

最優秀サザン、カントリーもしくはブルーグラス・ゴスペル
- Various Artists『Amazing Grace 2: A Country Salute to Gospel』 - Peter York（プロデューサー）

最優秀ゴスペル・クワイアもしくはコーラス・アルバム（改名）
- God's Property『God's Property from Kirk Franklin's Nu Nation』 - Myron Butler、カーク・フランクリン、Robert Searight II（クワイア・ディレクター）

### ラテン
最優秀ラテン・ポップ・パフォーマンス
- 『ロマンセス （Romances）』 - ルイス・ミゲル

最優秀トロピカル・ラテン・ポップ・パフォーマンス
- 『ブエナ・ビスタ・ソシアル・クラブ（Buena Vista Social Club）』 - ライ・クーダー

最優秀メキシカン－アメリカン／テハーノ・ミュージック・パフォーマンス
- 『En Tus Manos』 - ラ・マフィア（英語版）

最優秀ラテン・ロック／オルタナティヴ・パフォーマンス（新設）
- 『Fabulosos Calavera』 - ロス・ファブローソス・カディラクス（英語版）

### ブルース
最優秀トラディショナル・ブルース・アルバム
- 『ドント・ルック・バック（Don't Look Back）』 - ジョン・リー・フッカー

最優秀コンテンポラリー・ブルース・アルバム
- 『セニョール・ブルース（Señor Blues）』 - タジ・マハール

### フォーク
最優秀トラディショナル・フォーク・アルバム
- 『L'amour ou la Folie』 - ボーソレイユ

最優秀コンテンポラリー・フォーク・アルバム
- 『タイム・アウト・オブ・マインド（Time Out of Mind）』 - ボブ・ディラン

### レゲエ
最優秀レゲエ・アルバム
- 『Fallen Is Babylon』 - ジギー・マーリー（英語版）＆ザ・メロディ・メイカーズ

### ポルカ
最優秀ポルカ・アルバム
- 『Living on Polka Time』 - ジミー・スター

### ワールドミュージック
最優秀ワールドミュージック・アルバム
- 『ナシメント（Nascimento）』 - ミルトン・ナシメント

### チルドレンズ
最優秀ミュージカル・アルバム（子供向け）
- ジョン・デンバー『All Aboard!』 - Roger Nichols、Kris O'Connor、ジョン・デンバー（プロデューサー）

最優秀スポークン・ワード・アルバム（子供向け）
- Charles Kuralt『クマのプーさん（Winnie-the-Pooh）』 - John McElroy（プロデューサー）

### スポークン
最優秀スポークン・ワード・アルバム
- 『Charles Kuralt's Spring』 - Charles Kuralt

最優秀スポークン・コメディ・アルバム
- 『Roll with the New』 - クリス・ロック

### ミュージカル・ショー
最優秀ミュージカル・ショー・アルバム
- Various Artists（featuring Ann Reinking、ビビ・ニューワース、James Naughton、ジョエル・グレイ）『シカゴ（Chicago the Musical）』 - Jay David Saks（プロデューサー）

### 作曲・編曲
最優秀インストゥルメンタル作曲
- ハービー・ハンコック＆ウェイン・ショーター "Aung San Suu Kyi" - ウェイン・ショーター（作曲者）（『1+1』所収）

最優秀楽曲（映画もしくはテレビ向け）
- "I Believe I Can Fly" - R・ケリー（ソングライター）（『スペース・ジャム：オリジナル・サウンドトラック（Space Jam: Music from and Inspired by the Motion Picture）』所収）

最優秀インストゥルメンタル作曲（映画もしくはテレビ向け）
- 『イングリッシュ・ペイシェント（The English Patient）』 - ガブリエル・ヤレド（作曲者）

最優秀インストゥルメンタル編曲
- Bill Holman Band "Straight, No Chaser" - Bill Holman（編曲者）（『Brilliant Corners - The Music Of Thelonious Monk』所収）

最優秀インストゥルメンタル編曲（ボーカルあり）
- ディー・ディー・ブリッジウォーター "Cotton Tail" - スライド・ハンプトン（編曲者）（『Dear Ella』所収）

### パッケージングおよびノーツ
最優秀録音パッケージ
- Various Artists『Titanic - Music as Heard on the Fateful Voyage』 - Al Quattrocchi、Hugh Brown、Jeff Smith（アート・ディレクター）

最優秀ボックスド録音パッケージ（改名）
- Various Artists『Beg Scream and Shout! The Big Ol' Box of '60s Soul』 - David Gorman、Hugh Brown、Rachel Gutek（アート・ディレクター）

最優秀アルバム・ノーツ
- Various Artists『Anthology of American Folk Music (1997 Edition Expanded)』 - Chuck Pirtle、Eric von Schmidt、Jeff Place、John Fahey、Jon Pankake、Kip Lornell、Luc Sante、Luis Kemnitzer、Neil V. Rosenberg、Peter Stampfel（アルバム・ノーツ・ライター）

### ヒストリカル
最優秀ヒストリカル・アルバム
- Various Artists『Anthology of American Folk Music (1997 Edition Expanded)』 - Amy Horowitz、Jeff Place、Pete Reiniger（プロデューサー）。David Glasser、Charlie Pilzer（エンジニア）。

### 制作・エンジニアリング
最優秀エンジニアド・アルバム（非クラシカル）
- ジェームス・テイラー『アワーグラス（Hourglass）』 - フランク・フィリペッティ（英語版）（エンジニア）

最優秀エンジニアド・アルバム（クラシカル）
- エリック・カンゼル（指揮者）、シンシナティ・ポップス・オーケストラ『コープランド：The Music of America』 - マイケル・ビショップ（英語版）、Jack Renner（エンジニア）

プロデューサー・オブ・ザ・イヤー（非クラシカル）
- ベイビーフェイス

プロデューサー・オブ・ザ・イヤー（クラシカル）
- スティーヴン・エプスタイン（英語版）

リミキサー・オブ・ザ・イヤー（非クラシカル）（新設）
- フランキー・ナックルズ

### ミュージック・ビデオ
最優秀ミュージック・ビデオ（短編）
- ジャネット・ジャクソン "ゴット・ティル・イッツ・ゴーン（Got 'til It's Gone）" - マーク・ロマネク（ビデオ・ディレクター）。Aris McGarry（ビデオ・プロデューサー）。

最優秀ミュージック・ビデオ（長編）
- アラニス・モリセット『ジャグド・リトル・ピル、ライヴ（ Jagged Little Pill）』 - アラニス・モリセット、スティーヴ・パーセル（英語版）（ビデオ・ディレクター）。Glen Ballard、David May、アラニス・モリセット、スティーヴ・パーセル（ビデオ・プロデューサー）。

### 特別賞
ミュージケアーズ・パーソン・オブ・ザ・イヤー
- ルチアーノ・パヴァロッティ[2]

グラミー・レジェンド賞
- ルチアーノ・パヴァロッティ